# Edvard Grieg
Edvard Grieg (noruec: Edvard Hagerup Grieg)  (Bergen, 15 de juny de 1843 - Bergen, 4 de setembre de 1907) fou un compositor i pianista noruec. És conegut principalment per la composició de la música incidental de l'obra Peer Gynt del dramaturg Henrik Ibsen. Grieg és considerat un compositor nacionalista que s'inspirà en el folklore de la seva terra.

## Biografia
Grieg va néixer a Bergen (Noruega) el 15 de juny de 1843. El nom és d'origen escocès i originàriament s'escrivia Greig. El seu besavi, després de la batalla de Culloden (1746), va emigrar i després d'estar en uns quants llocs finalment s'instal·là com a comerciant a Bergen cap al 1770.
La seva mare, Gesine, era professora de piano, cosa que va fer que el noi creixés en un ambient molt musical. L'estiu de 1858 Edvard va conèixer el llegendari violinista noruec Ole Bull, que era cunyat de Gesine. Bull va descobrir el talent del noi de 15 anys i va convèncer els seus pares perquè l'enviessin al Conservatori de Leipzig per tal que pogués desenvolupar el seu talent.
El mateix 1858 Grieg va ingressar en el conservatori i destacà especialment en el piano; fruit del seu progrés va realitzar diversos concerts per Leipzig. A la primavera de 1860 va contreure una greu malaltia pulmonar. Un any després (1861) va iniciar el seu debut com a concertista a Karlshamn, Suècia. El 1862 va finalitzar els seus estudis al conservatori, i tot i quedar descontent amb la dura disciplina rebuda en el conservatori, va aconseguir bons resultats en la majoria de les àrees, amb l'excepció de l'orgue, que era obligatori per als alumnes de piano.
El 1862 va realitzar un concert a Bergen en què va executar algunes obres molt tècniques, incloent la sonata Patètica de Beethoven. El 1863 va marxar a Copenhaguen (Dinamarca), on va romandre durant tres anys. Va ser allí on va conèixer alguns compositors danesos com Hartman i Niels Gade. També va conèixer el compositor noruec Rikard Nordraak, autor de l'himne noruec, que se'n va convertir en un gran amic i en una font d'inspiració. Nordraak va morir poc després i Grieg va compondre una marxa fúnebre en el seu honor.
Com que Grieg tenia bones relacions amb l'Orquestra Filharmònica de Bergen (Harmonien) des de 1880 fins a 1882 en va ser el director musical.
A Copenhaguen va coincidir en dues ocasions amb Franz Liszt. En la segona ocasió Grieg va mostrar-li els esborranys del seu Concert per a piano. Va transcriure la partitura orquestral i la part del piano solista, la qual cosa és un veritable desafiament tècnic i musical. Listz, posteriorment, va valorar molt favorablement el seu treball, i va ser un suport molt important en la carrera de Grieg. Listz va escriure una recomanació als directors noruecs, i això va permetre que obtingués una beca.
L'11 de juny de 1867 Grieg es va casar amb la seva cosina germana, Nina Hagerup, a qui havia conegut a Copenhaguen. L'any següent va néixer Alexandra, la seva única filla.
El 1869 Grieg va escriure el seu famós Concert per a piano, mentre estava de vacances a Dinamarca. Edmund Neupert va donar un concert del seu primer treball a Copenhaguen al qual Grieg no va poder assistir a causa dels compromisos de direcció que tenia a Christiania (Oslo).
A l'estiu de 1869 Alexandra va emmalaltir i posteriorment va morir, amb tan sols 13 mesos. Poc després Edvard i Nina van marxar a Roma, on van ser convidats a una reunió amb Franz Liszt, que va expressar la seva admiració pel Concert de piano de Grieg.

### Últims anys

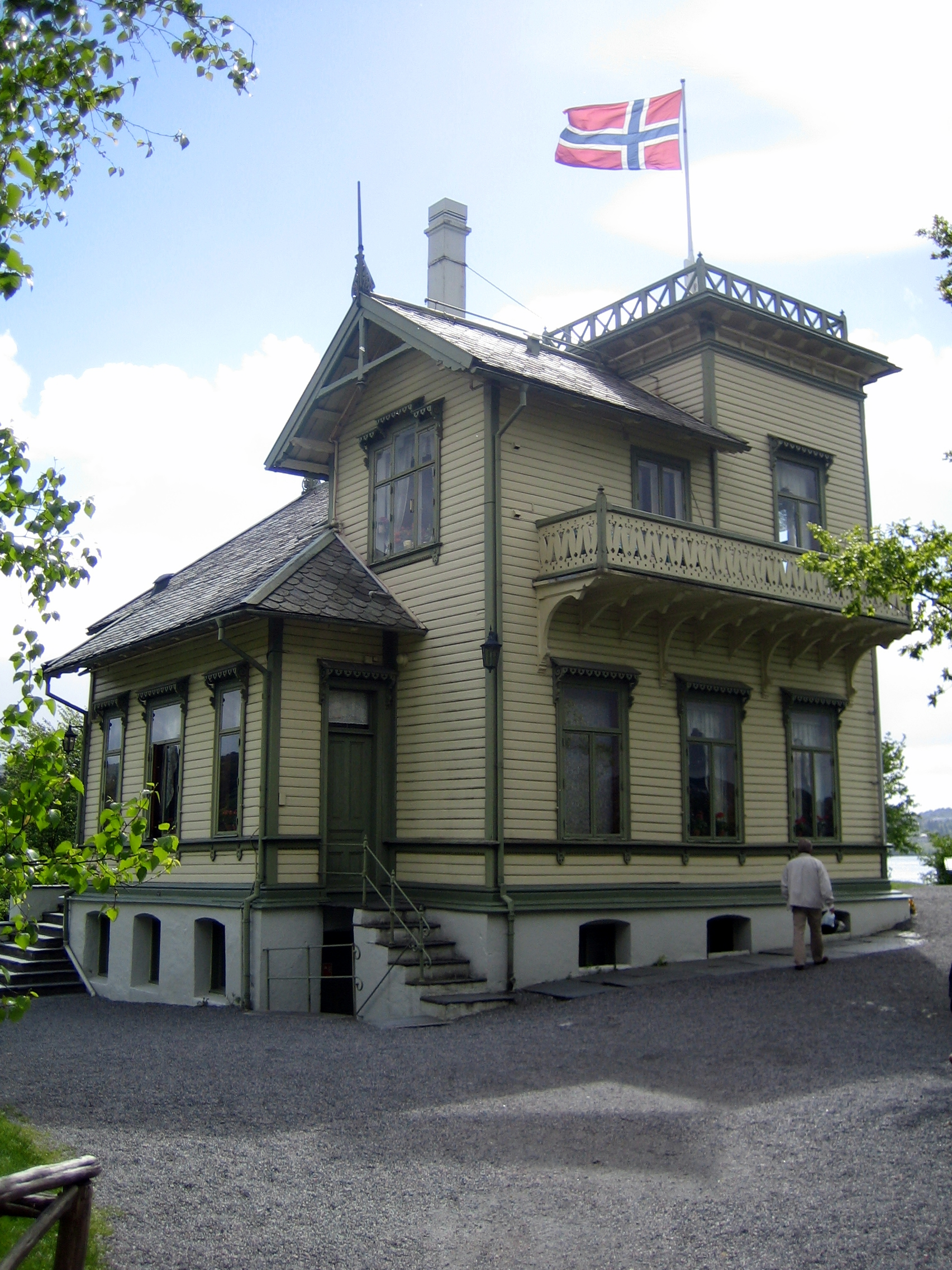
Museu Edvard Grieg de Troldhaugen

El govern noruec va proporcionar a Grieg una pensió quan va arribar a l'edat de jubilació. Durant la primavera de 1903, Grieg va fer nou enregistraments de gramòfon a 78 rpm de la seva música de piano a París. Tots aquests discos s'han reeditat tant en LP com en CD, malgrat la limitada fidelitat. Grieg va gravar rotlles de música de pianola per al sistema de reproducció de piano Hupfeld Phonola i el sistema de reproducció Welte-Mignon, tots els quals sobreviuen i es poden escoltar avui dia. També va treballar amb la companyia Aeolian per a la seva sèrie de rotlles de piano Autograph Metrostyle on va indicar el mapeig del tempo de moltes de les seves peces.
El 1899, Grieg va cancel·lar els seus concerts a França en protesta per l’afer Dreyfus, un escàndol antisemita que agitava la política francesa en aquell moment. Sobre aquest escàndol, Grieg havia escrit que esperava que els francesos poguessin «tornar aviat a l'esperit de 1789, quan la república francesa va declarar que defensaria els drets humans bàsics». Com a resultat de les seves declaracions sobre l'assumpte, aquell dia es va convertir en l'objectiu de molts missatges d'odi francès.
Durant 1906, va conèixer el compositor i pianista Percy Grainger a Londres. Grainger era un gran admirador de la música de Grieg i ràpidament es va establir una forta empatia. En una entrevista de 1907, Grieg va declarar: «He escrit Danses de camperols noruecs que ningú al meu país pot tocar, i aquí ve aquest australià que les toca com s'haurien de tocar! És un geni que els escandinaus no podem fer més que estimar».
Edvard va morir la tardor de 1907 amb 64 anys, a l'hospital de Bergen després d'un llarg període de convalescència. Les seves últimes paraules van ser «Bé, si ha de ser així».
El funeral va atraure entre 30.000 i 40.000 persones als carrers de la seva ciutat natal per tal d'honorar l'artista. Obeint el seu desig, la seva pròpia Marxa fúnebre en memòria de Rikard Nordraak va ser interpretada amb orquestració pel seu amic Johan Halvorsen, que s'havia casat amb la neboda de Grieg. A més, es va tocar el moviment de la Marxa fúnebre de la Sonata per a piano núm. 2 de Chopin. Grieg va ser incinerat al primer crematori noruec obert a Bergen aquell mateix any, i les seves cendres van ser enterrades en una cripta de muntanya prop de casa seva, Troldhaugen. Després de la mort de la seva dona, les seves cendres van ser col·locades al costat de les seves.
Les seves cendres i les de la seva dona van ser sepultades en una tomba d'una muntanya prop de la seva casa de Troldhaugen.
Edvard Grieg i la seva dona eren unitaris i Nina va assistir a l'església unitària de Copenhaguen després de la seva mort.
Un segle després de la seva mort, el llegat de Grieg va més enllà del camp de la música. Hi ha una gran escultura de Grieg a Seattle, mentre que un dels hotels més grans de Bergen (la seva ciutat natal) es diu Quality Hotel Edvard Grieg i un gran cràter del planeta Mercuri rep el nom de Grieg.

## Obra
- Sonata per a piano en mi menor, op. 7
- Simfonia núm. 1 en do menor, 1863-1864
- Simfonia núm. 2 Im Frühjahr (fragments)
- Sonata núm. 1 per a violí i piano en fa major, op. 8 (1865)
- Obertura de concert Im Herbst, op. 11
- Sonata núm. 2 per a violí i piano en sol major, op. 13 (1867)
- Concert per a piano en la menor, op. 16
- Sigurd Jorsalfar (1872), suite orquestral
- Música incidental per a l'obra d'Ibsen, Peer Gynt, op. 22 (1875). Més endavant Grieg va arranjar dues suites, la Suite núm. 1 op. 46 (1888) i la Suite núm. 2 op. 55 (1891), seleccionant els fragments més destacats de l'obra, per ser executats en sales de concert. Inclou els fragments A la cova del rei de la muntanya i Al matí. En una carta de 1874 al seu amic Frants Beyer, Grieg va expressar la seva infelicitat amb Dance of the Mountain King's Daughter, un dels moviments de la música incidental de Peer Gynt, escrivint: «També he escrit alguna cosa per a l'escena de la sala del rei de la muntanya, una cosa que literalment no puc suportar escoltar perquè feia una pudor absoluta de nacionalisme, i trollish noruec! Però tinc el pressentiment que la ironia serà perceptible».[6][7]
- Balada per a piano en sol menor, op. 24
- Quartet per a corda en sol menor, op. 27 (1877–1878)
- Trio per a piano en la major (inacabat) (1878)
- Sonata per a violoncel i piano en la menor, op. 36 (1882–1883)
- Suite Holberg (Del temps de Holberg), op. 40, per a piano sol, arranjada posteriorment per a orquestra de corda. Grieg va escriure cançons en les quals va posar lletres dels poetes Heinrich Heine, Johann Wolfgang von Goethe, Henrik Ibsen, Hans Christian Andersen, Rudyard Kipling i altres. El compositor rus Nikolai Myaskovsky va utilitzar un tema de Grieg per a les variacions amb les quals va tancar el seu tercer quartet de corda. La pianista noruega Eva Knardahl va gravar la música de piano completa del compositor en 13 LPs per a BIS Records de 1977 a 1980. Els enregistraments van ser reeditats durant l'any 2006 en 12 discos compactes, també a BIS Records. El mateix Grieg va gravar moltes d'aquestes obres per a piano abans de la seva mort el 1907. La pianista Bertha Tapper va editar les obres per a piano de Grieg per a la seva publicació a Amèrica per Oliver Ditson.[8]
- Sonata per a violí i piano op. 45 núm. 3 (1886)
- Olav Trygvason, op. 50 (fragments d'una òpera)
- 66 peces líriques per a piano solo, en 10 volums. En destaquen A la Primavera, Ocellet, Papallona, Notturno ('Nocturn'), Dia de noces a Troldhaugen, Als seus peus, Melodia noruega, Poème erotique ('Poema eròtic'), op. 12, 38, 43, 47, 54, 57, 62, 65, 68 i 71. Grieg va orquestrar quatre de les peces del Llibre V, op. 54, amb el títol de Suite Lírica
- Lieder sobre textos de Heinrich Heine, Goethe, op. 4 i op. 48
- Quartet per a corda en fa major (1891) (inacabat)
- Quintet per a piano en si major (inacabat)
- Diverses peces per a piano, moltes inspirades en danses i cançons populars noruegues. Per això el van anomenar el Chopin del Nord

| Concerto in A minor: 1. Allegro molto moderato                                                   |
|                                                                                                  |
| Performed by the University of Washington Symphony, conducted by Peter Erős (Neal O'Doan, piano) |
|                                                                                                  |
| Concerto in A minor: 3. Allegro moderato molto e marcato                                         |
|                                                                                                  |
| Performed by the University of Washington Symphony, conducted by Peter Erős (Neal O'Doan, piano) |
|                                                                                                  |
| Notturno, Op. 54, No. 4                                                                          |
|                                                                                                  |
| Performed live by Mark Gasser                                                                    |
|                                                                                                  |
| Grieg plays his Butterfly.                                                                       |
|                                                                                                  |
| Recorded 1906                                                                                    |
|                                                                                                  |
| Grieg plays his Wedding day.                                                                     |
|                                                                                                  |
| Recorded 1903                                                                                    |
|                                                                                                  |

## La música de Grieg en la cultura popular
El matí de Peer Gynt va ser un dels fragments favorits de Carl Stalling que sovint va utilitzar per a alguns curts la Warner Bros. El fragment A la cova del rei de la muntanya, de la mateixa obra, va ser utilitzat el 1931 en la pel·lícula M, un assassí entre nosaltres, en la qual Peter Lorre caracteritzava un assassí en sèrie de nens.
El primer moviment del Concert per a piano de Grieg va ser utilitzat en la pel·lícula Lolita d'Adrian Lyne el 1997.